# Oleksandr Oleksandrovych Morozov

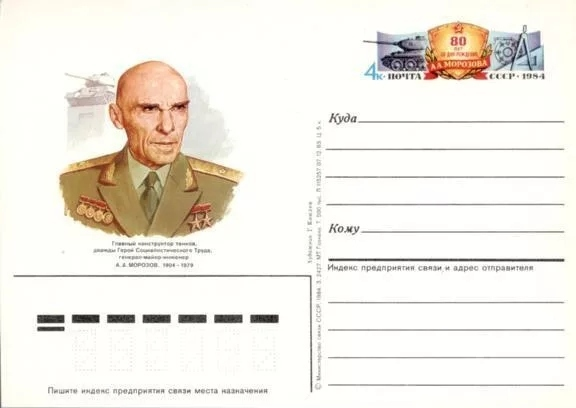
Hình Morozov in trên phong bì của Liên Xô

Oleksandr Oleksandrovych Morozov (tiếng Ukraina: Олександр Олександрович Морозов) hay còn gọi là Aleksandr Aleksandrovich Morozov (tiếng Nga: Александр Александрович Морозов) 29 tháng 10 1904 tại Bezhitsa (nay thuộc Bryansk)–1979), là một kỹ sư và là một nhà thiết kế xe tăng của Liên Xô.
Năm 1919, sau khi học xong lớp 6, ông bắt đầu làm việc trong vai trò của một thư ký giúp việc tại Nhà máy động cơ xe lửa Kharkiv (về sau đổi tên là Nhà máy Malyshev) ở Kharkiv, Ukraina). Sau đó làm người sao chép bản vẽ, nhân viên vẽ kỹ thuật và nhà thiết kế, trong đó ông có tham gia vào việc chế tạo chiếc máy kéo chạy xích đầu tiên của Liên Xô là máy kéo Kommunar.
Năm 1928 trở về nhà máy sau khi phục vụ trong Hồng quân Liên Xô, nơi ông làm việc tại tổ hàng không trong vai trò của nhân viên kỹ thuật động cơ máy bay. Morozov bắt đầu làm việc tại một phòng thiết kế mới do I. Aleksiyenko đứng đầu trong Nhà máy động cơ xe lửa Kharkiv. Ông tham gia vào nghiên cứu chế tạo các mẫu thử nghiệm của xe tăng T-1-12 và T-24 — các mẫu xe tăng để sau này chuyển thành xe tăng T-34 chế tạo hàng loạt. Trong giai đoạn 1929-1931 ông học hàm thụ tại Đại học Cơ khí Moskva mang tên M. V. Lomonosov.
Sau khi kết thúc việc học tập, ông tham gia thiết kế mẫu tăng cao tốc BT cực kì thành công với các phiên bản từ BT-2 tới BT-7M. Từ tháng 7 năm 1936 ông là người đứng đầu một ban của phòng thiết kế cho một dự án mới. Trong nửa sau của thập niên 1930, ông tham gia vào thiết kế kiểu tăng A-20 chạy bánh-xích với số lượng bánh-con lăn chủ động tăng lên so với tăng BT và kiểu tăng A-32 tương tự nhưng không có bánh độc lập. Cuối năm 1938, cả hai dự án tăng A-20 và A-32 đều được đệ trình lên Hội đồng quân sự trung ương của Hồng quân, tại đó Mikhail Ilyich Koskin - trưởng phòng thiết kế và người phó của ông (tức Morozov) đã trình bày các nghiên cứu của họ. Kết quả là cả hai dự án đều được phép chế tạo thử nghiệm nhằm lựa chọn phương án tối ưu. Thử nghiệm tháng 8 năm 1939 cho thấy xe tăng chạy bánh-xích không có ưu thế gì hơn xe tăng chạy xích nhưng tăng A-32 còn khả năng tăng khối lượng (để làm dày thêm lớp vỏ thép bảo vệ từ 20 mm lên 45 mm). Do đó Ủy ban quốc phòng của Hội đồng dân ủy Liên Xô vào cuối năm 1939 đã ra quyết định cho sản xuất hàng loạt với tên gọi mới là T-34. Dưới sự chỉ đạo của Koskin, Morozov chịu trách nhiệm thiết kế hệ thống động cơ-truyền động của chiếc xe tăng T-34 lừng danh trong những năm 1937-40, và là người lãnh đạo của toàn bộ phòng thiết kế sau khi Koshkin qua đời năm 1940. Năm 1942, vì thành tích trong thiết kế tăng Т-34 nên huân chương quốc gia Liên Xô đã được trao tặng cho ông, Mikhail Ilyich Koshkin và Nikolay Alekseievich Kucherenko, khi đó là trưởng phòng thiết kế của nhà máy sản xuất hàng loạt.
Với tư cách là trưởng phòng thiết kế, Morozov là người chỉ đạo việc di dời phòng này tới Nizhny Tagil trong thời kỳ Chiến tranh Vệ quốc vĩ đại (1941-45) và tại đây nhóm của ông tiếp tục nghiên cứu cải tiến các chi tiết của xe tăng T-34 để nâng cao hiệu quả sản xuất. Năm 1943 ông được tặng danh hiệu anh hùng lao động xã hội chủ nghĩa, sau đó được thưởng các huân chương Kutuzov hạng nhất, Suvorov hạng hai. Năm 1945 ông được phong thiếu tướng. Sau đó, ông còn là người tham gia lãnh đạo thiết kế các mẫu tăng T-44, T-54 và T-64 của Liên Xô. Thiết kế của chiếc T-64A đã khiến Morozov nhận được Giải thưởng Lênin vào năm 1967.
Ông cũng được tặng học vị tiến sĩ khoa học năm 1972, nhà chế tạo máy công huân của Ukraina. Năm 1974 ông được tặng danh hiệu anh hùng lao động xã hội chủ nghĩa lần hai. Năm 1976, Morozov nghỉ hưu do sức khỏe suy giảm. Ông qua đời năm 1979. Cùng năm đó, phòng thiết kế do ông lãnh đạo được đặt tên là phòng thiết kế Morozov nhằm vinh danh nhà thiết kế tài ba này.

## Phần thưởng, huân huy chương
- Giải thưởng quốc gia Liên Xô — 1942 (thiết kế tăng Т-34), 1946, 1948 (thiết kế tăng T-55)
- Giải thưởng Lenin — 1967 (tăng T-64A)
- 3 huân chương Lenin
- 1 huân chương Cách mạng tháng Mười
- 1 huân chương Kutuzov hạng nhất
- 1 huân chương Suvorov hạng 2
- 3 huân chương Cờ đỏ Lao động
- 1 huân chương Sao đỏ